# Adam-lès-Passavant
Adam-lès-Passavant är en kommun i departementet Doubs i regionen Bourgogne-Franche-Comté i östra Frankrike. Kommunen ligger i kantonen Baume-les-Dames som tillhör arrondissementet Besançon. År 2022 hade Adam-lès-Passavant 88 invånare.

## Befolkningsutveckling
Antalet invånare i kommunen Adam-lès-Passavant
Referens:INSEE